# Dessauïta-(Y)
La dessauïta-(Y) és un mineral de la classe dels òxids, que pertany al grup de la crichtonita. Rep el nom per Gabor Dessau (1907-1983), professor de mineralogia a la Universitat de Pisa, a Itàlia.

## Característiques
La dessauïta-(Y) és un òxid de fórmula química Sr(Y,U,Mn)Fe₂(Ti,Fe,Cr,V)18(O,OH)38. Cristal·litza en el sistema trigonal. La seva duresa a l'escala de Mohs es troba entre 6,5 i 7. Va ser aprovada com a espècie vàlida per l'Associació Mineralògica Internacional l'any 1994.
Segons la classificació de Nickel-Strunz, la dessauïta-(Y) pertany a «04.CC: Òxids amb relació Metall:Oxigen = 2:3, 3:5, i similars, amb cations de mida mitjana i gran» juntament amb els següents minerals: cromobismita, freudenbergita, grossita, clormayenita, yafsoanita, latrappita, lueshita, natroniobita, perovskita, barioperovskita, lakargiïta, megawita, loparita-(Ce), macedonita, tausonita, isolueshita, crichtonita, davidita-(Ce), davidita-(La), davidita-(Y), landauïta, lindsleyita, loveringita, mathiasita, senaïta, cleusonita, gramaccioliïta-(Y), diaoyudaoïta, hawthorneïta, hibonita, lindqvistita, magnetoplumbita, plumboferrita, yimengita, haggertyita, nežilovita, batiferrita, barioferrita, jeppeïta, zenzenita i mengxianminita.

## Formació i jaciments
Va ser descoberta a la mina Buca della Vena, que es troba a la localitat de Ponte Stazzemese, a la Província de Lucca (Toscana, Itàlia). També a Itàlia, ha estat descrita a Varzo, al Piemont, i les localitats de Lanzada i Premolo, a la Lombardia. Fora d'aquest país, també ha estat trobada a Suïssa, concretament a l'àrea Ritterchumme (vall del Binn) i a la mina Les Bourrimonts (vall d'Anniviers), i a França: a les localitats de Mont-Cenis i Les Deux Alpes, a la regió d'Alvèrnia-Roine-Alps.